# Metaborita
La metaborita és un mineral de la classe dels borats. És un dimorf de la clinometaborita.

## Característiques
La metaborita és un borat de fórmula química HBO₂. Cristal·litza en el sistema isomètric. La seva duresa a l'escala de Mohs és 5.
Segons la classificació de Nickel-Strunz, la metaborita pertany a «06.GD - Megatectoborats» juntament amb els següents minerals: ruitenbergita i pringleïta.

## Formació i jaciments
La metaborita es troba en halita de gra fi en diapirs salins. A més a més de la seva localitat tipus al Kazakhstan, ha estat descrita a Finlàndia, Itàlia i Rússia.